# Bandidos

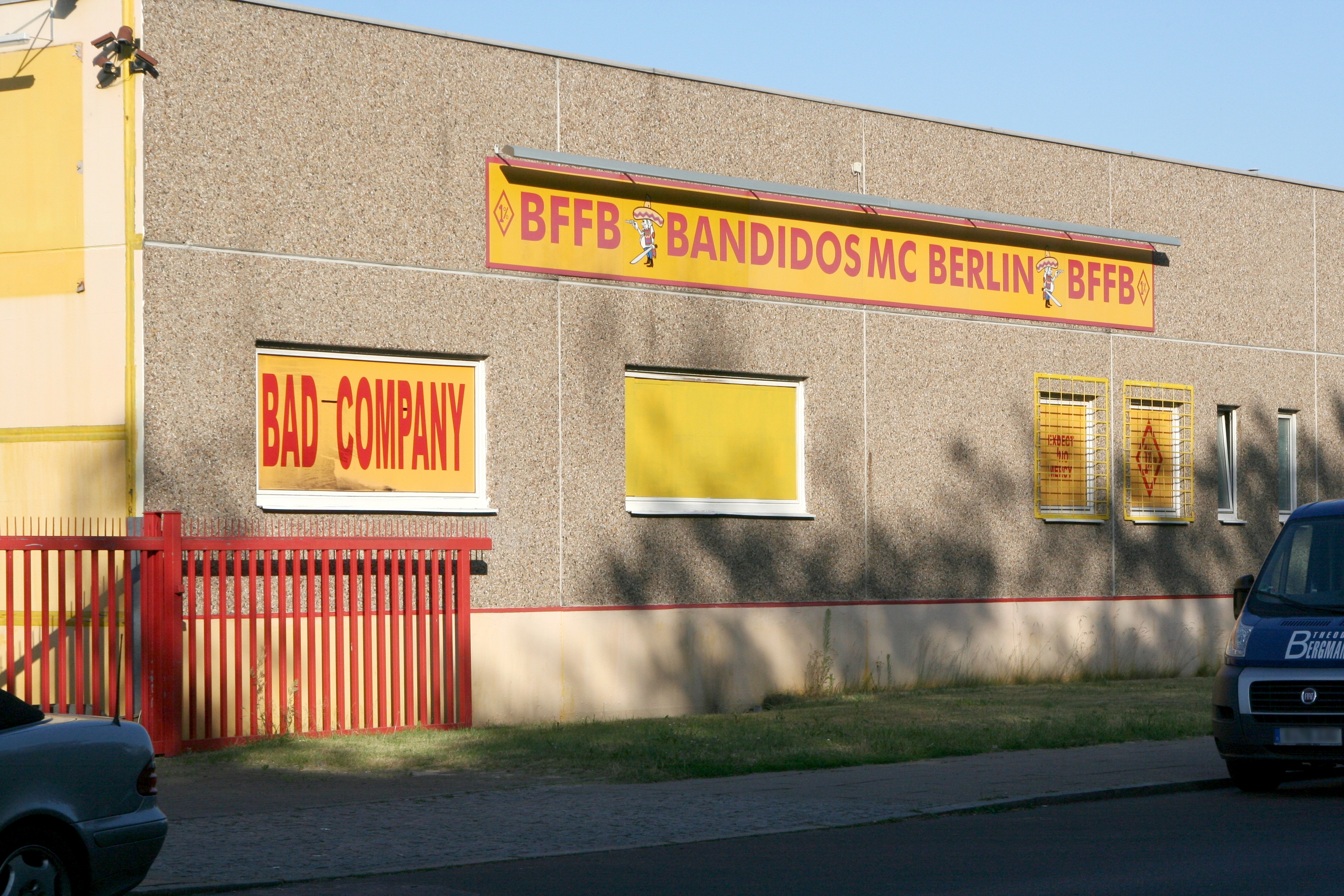
Clubhaus der Bandidos MC Berlin

Der Bandidos Motorcycle Club (BMC), auch bekannt als Bandido Nation, ist ein Motorrad- und Rockerclub mit einer weltweiten Mitgliedschaft. Der Club wurde im März 1966 in Houston (Texas) durch Donald Eugene Chambers gegründet. Im Jahr 2005 wurde der Club auf circa 5000 Mitglieder mit 210 Ortsgruppen in 22 Ländern geschätzt und ist damit nach den Hells Angels der zweitgrößte Motorradclub weltweit. Die Mitglieder des Bandidos MC fahren typischerweise Harley-Davidson-Motorräder.

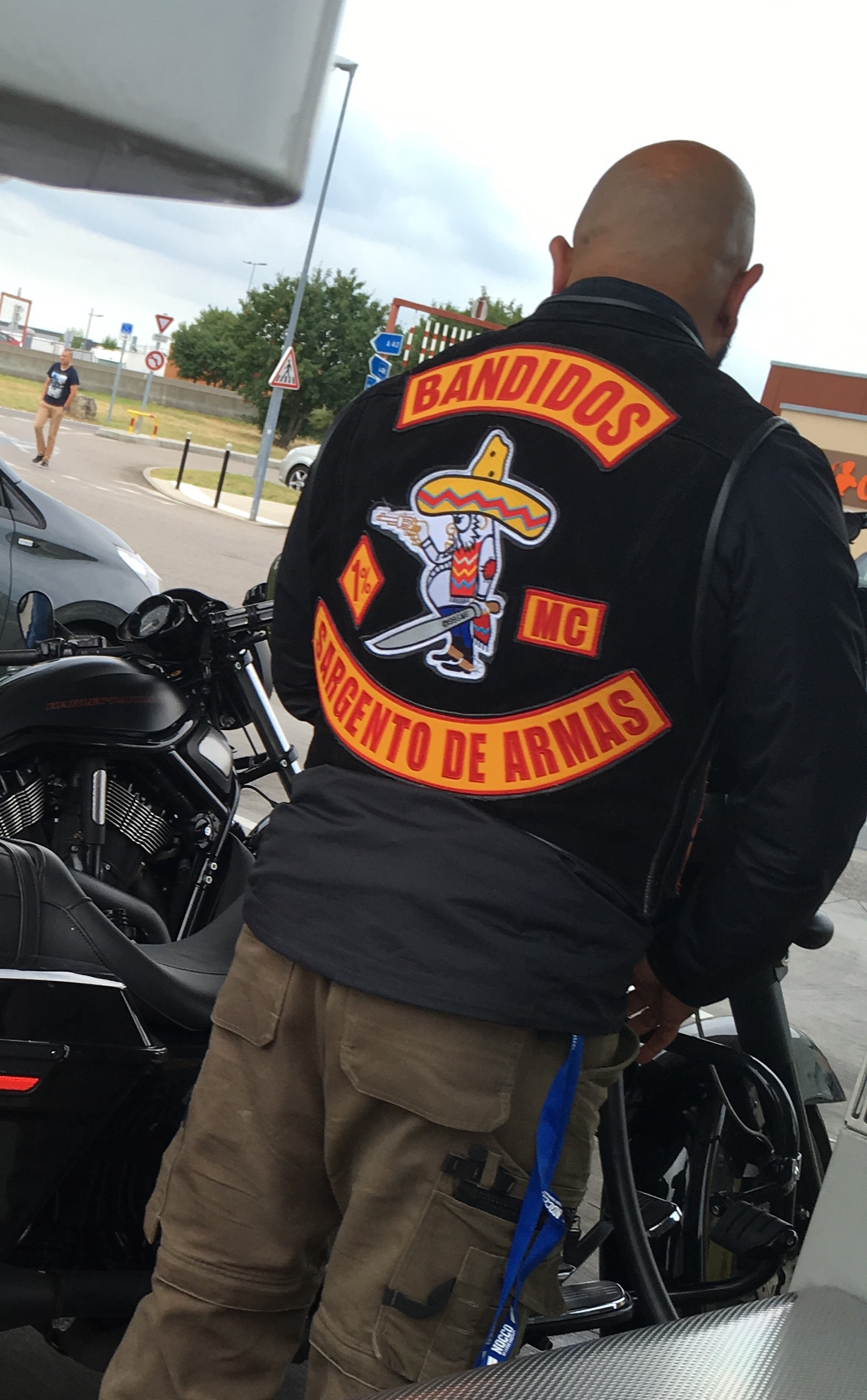
Bandidos-Mitglied

Seit dem 16. März 2017 ist es den Bandidos neben den Chicanos, dem Diablos MC, dem Gremium MC, den Hells Angels, dem Mongols MC, dem Red Devils MC, dem Satudarah MC und dem Schwarze Schar MC durch ein neues verschärftes Vereinsgesetz in Deutschland bundesweit verboten, ihre offiziellen Embleme in der Öffentlichkeit zu zeigen. Im Juni 2017 wurde bekannt, dass die Bandidos-Chapter als Ergebnis des Colour-Verbotes in Deutschland, landesweit einheitlich, ein erstes offizielles neues Abzeichen auf ihrem Rücken tragen. Die großformatigen Buchstaben „BMC“ in den Bandidos-Farben Rot & Gold werden auf dem Rücken der Weste getragen, die auch vorne weiterhin die nicht verbotenen Brust-Patches zeigt.

## Der Club

### Gründung
Der Club wurde im Jahr 1966 von Vietnamkriegsveteranen in Houston (Texas) gegründet. Der Begründer Donald Eugene Chambers benannte den Club zu Ehren von mexikanischen Banditen, die nach ihren eigenen Regeln lebten, und er wählte somit auch einen mexikanischen Banditen mit großer Machete und einem Revolver als Aufnäher (Center Patch) für das Logo des Clubs. Die gewählten Farben Rot und Gold werden auf die Insignien der US Marines zurückgeführt. Chambers rekrutierte Mitglieder aus Biker-Bars in Houston, Corpus Christi, Galveston und San Antonio.

### Expansion
Nachdem der Vorsitz von Chambers beendet war, wurde Ronald Jerome „Ronnie“ Hodge zum Präsidenten ernannt. Unter der Aufsicht von Hodge verbreitete sich der Club international.
Der Club expandierte 1989 nach Europa mit einem ersten Ortsverband („Chapters“) in Marseille (Frankreich). In den Jahren danach folgten Skandinavien und 1997 Luxemburg. Im Jahr 2000 wurde das erste Chapter in Italien gegründet. In Deutschland ist der Club seit dem Beitritt des gelben Ghostrider’s MC sowie der Road Eagle MC Nomads und der Destroyers München im Jahr 1999 vertreten. Es kamen 17 deutsche Ortsverbände hinzu, die zunächst jeweils als Probe-Chapter galten, erkennbar am „Probationary“-Schriftzug. Die deutschen Clubs wechselten zu den international vertretenen Bandidos kurz nach dem überraschenden Übertritt des damals größten deutschen Motorradclubs Bones MC zu den vormals verfeindeten Hells Angels. Diese Probezeit dauerte etwas mehr als ein halbes Jahr. Im Juni 2000 tauschten die Bandidos aus Deutschland den „Probationary“-Schriftzug mit dem Segen der Amerikaner und des Europa-Vorstands offiziell gegen den „Germany“-Schriftzug aus. Im März 2012 waren in Deutschland 71 Chapter polizeilich bekannt.
| Landesverbände (Chapter) - Australien - Belgien - Brunei - Costa Rica - Dänemark - Deutschland - England - Estland - Finnland - Frankreich - Griechenland - Italien - Indonesien - Irland - Japan - Kanada - Kanalinseln - Kasachstan - Malaysia - Neuseeland - Niederlande - Norwegen - Panama - Paraguay - Philippinen - Russland - Schweden - Serbien - Singapur - Spanien - Thailand - Ukraine - USA - Vereinigte Arabische Emirate | Support-Clubs (Unterstützer) - Area 42 MC - Bad Attitude Crew - Bad Breed MC - Banda Este - Bear Jaw - Black Rain MC - Blood Brothers - Bulldogs - Burnout Company MC - Caballeros MC - Calavera MC - Camaradas MC - Cangaceiros MC - Cartel del Barrio - Primos MC - Chicanos - Cityskulls - Cobra MC - Compadres MC - Companeros MC - Contras - Conquistadors MC - Crew 45 - Darkrage MC - Deaf Bisons MC - Deathriders MC - Desperados MC - Destralos MC - Diablos MC - El Militante MC - Escuderos MC - Fiebre de Muerte MC - Gladiatores MC - Gray Ghost MC - Gringos MC - Guardians MC - Guerrilleros MC - Harami MC - Mexicanos | - Hermanos MC - Hombres MC - Iron Dragons MC - Kvillebäcken MC - Ladrones MC - La Honra MC - La Onda - Lones MC - Los Aliados MC - Los Malos MC - Los Muertos - Los Pacos - Malditos MC - Malos Hombres - Mexican Rebels - Mexican Syndicate - Los Aliados MC - Minotaurus MC - OK Riders MC - Omerta MC - Ozark Riders MC - Picaros MC - Pistoleros MC - Predadores MC - Rapidos MC - Rippers MC - Ronins MC - Steel Brother's MC - Salty Dogs MC - Southern Bikers MC - Spezial Crew - Troop MC - Vatos Locos MC - Vengator MC - Warheads MC - X-Team - Zapata MC |

### Hintergrund

#### Hierarchie
Die Strukturen der Hierarchie eines jeden Chapters gliedern sich wie folgt:
1. President – Leitung des Chapters (Ortsgruppe)
2. Vice President – Stellvertreter des President
3. Sergeant at Arms – zuständig für Disziplin und Sicherheit
4. Secretary – Verwaltung
5. Treasurer – Schatzmeister
6. Road Captain – Organisation der Motorradkonvois
7. Member – Mitglied
8. Prospect – Anwärter auf den Memberstatus
9. Hangaround – Anwärter auf den Prospectstatus
10. Supporter – Mitglied eines Support-Clubs der Bandidos

In der Regel sind bei allen Support-Clubs der Bandidos die Patches (Aufnäher) in den Farben Rot und Gold; jedoch sind die Schriftzüge im Gegensatz zu den Bandidos prinzipiell Gelb auf Rot statt Rot auf Gelb. Nicht selten werden bewährte Mitglieder eines Support-Clubs bei den Bandidos aufgenommen.

#### Slogan und Patches

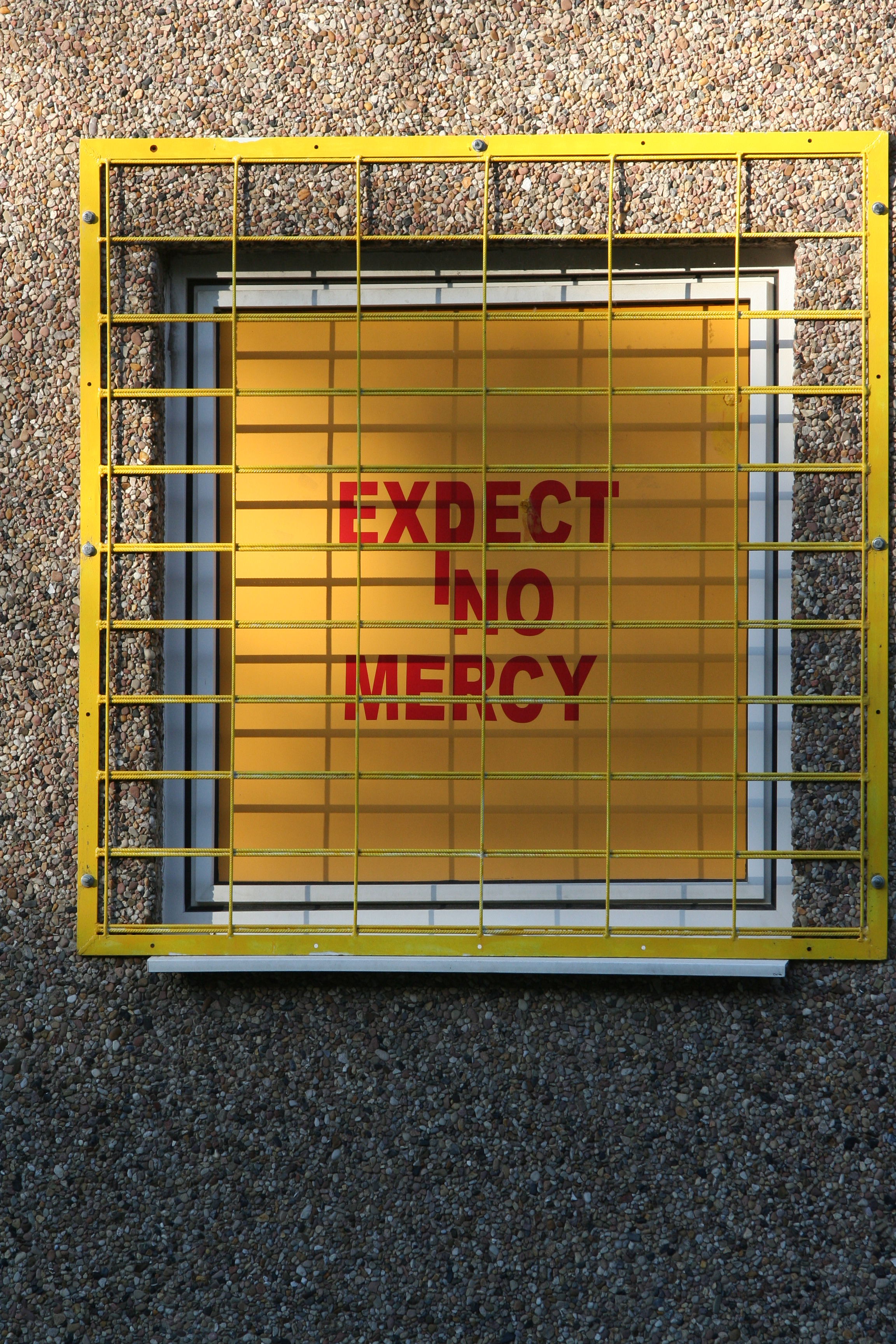
Expect No Mercy

- Bad company: deutsch ‚Schlechte Gesellschaft‘; ein Slogan der Bandidos
- BFFB: „Bandidos Forever, Forever Bandidos“; ein Slogan der Bandidos
- Expect No Mercy: wörtlich: ‚Erwarte keine Gnade‘, der Träger des Patches hat nach Aussage verschiedener Strafverfolgungsbehörden für den Club einen Menschen getötet oder jemandem eine schwere Verletzung zugefügt[39][40]
- Fat Mexican: wörtlich ‚dicker Mexikaner‘; verweist auf das Clublogo
- God Forgives Bandidos Don’t: deutsch ‚Gott vergibt, die Bandidos nicht‘; ein Slogan der Bandidos
- LL&R: „Love, Loyalty & Respect“; ein Slogan der Bandidos
- PBOL: „Proud Bandido Old Lady“, wird von Freundinnen und Frauen der Bandidos-Mitglieder getragen
- Our colours don’t run: deutsch ‚Unsere Farben flüchten nicht‘, der Träger des Patches hat sich in einer Situation bewährt, in der andere Personen flüchteten.[41]
- SYLB: „Support your local Bandidos“; ein Slogan der Bandidos
- We are the people our parents warned us about: deutsch ‚Wir sind die Leute, vor denen unsere Eltern uns gewarnt haben‘; ein Slogan der Bandidos

## Amerika
Der Motorradclub hat in den Vereinigten Staaten rund 900 Mitglieder, die in etwa 93 formell voneinander unabhängigen Gruppen, sogenannten Chaptern, organisiert sind. Die texanischen Behörden haben die Gruppe in die zweithöchste Bedrohungsstufe in Fragen der öffentlichen Sicherheit eingeordnet. 2013 stellte das FBI eine Verbindung des Chapters in Los Angeles zum mexikanischen Drogenkartell Los Zetas fest. Nach einer Schießerei in einem Einkaufszentrum in Waco, Texas, am 17. Mai 2015, in die etwa 200 Mitglieder von fünf verschiedenen Motorradgruppen, darunter auch die Bandidos, verwickelt waren und bei der es 9 Tote und 18 Verletzte gab, sprach die Polizei von einem beginnenden Bandenkrieg in Texas. Die Bandidos werden dabei zu den bedeutenden Gruppen gerechnet, während alle anderen Beteiligten nur von lokaler Bedeutung sind.
Im Jahr 2011 ereignete sich eine gewisse Spaltung des Clubs, als sich die Bandidos aus Nordamerika zum Teil von den Bandidos aus Europa, Asien und Australien distanzierten. Die Bandidos aus Nordamerika nannten sich fortan Bandidos Western Hemisphere und traten mit neuen Patches auf, die zwar die gleichen Farben und Namen hatten, aber in anderer Schriftart und mit einem veränderten Bandido als Center Patch kreiert wurden. Man nimmt an, dass dies aufgrund von verschiedenen Meinungen bezüglich der Club-Politik geschah.

## Nähe zur Kriminalität
Wegen der nachgewiesenen Nähe einzelner Mitglieder zur organisierten Kriminalität wird der Bandidos MC in den Verfassungsschutzberichten derjenigen Bundesländer aufgeführt, in denen die Verfassungsschutzbehörde die organisierte Kriminalität beobachtet. Außerdem fanden die Bandidos im Verfassungsschutzbericht Baden-Württemberg 2006 deswegen Erwähnung, weil sie ihr früheres Clubhaus in Mannheim-Rheinau im Frühjahr 2005 für insgesamt acht rechtsextreme Konzerte vermietet hatten.
Laut Bundeskriminalamt gab es im Jahr 2010 neun Ermittlungsverfahren hinsichtlich organisierter Kriminalität mit Bezug zu den Bandidos.
Am 29. April 2010 wurde das Probationary Chapter Neumünster (Schleswig-Holstein) vom dortigen Innenminister, Klaus Schlie (CDU), verboten.
Am 26. April 2012 verbot NRW-Innenminister Ralf Jäger das Chapter Aachen und die Unterstützerclubs Chicanos MC Chapter Aachen, die Chicanos MC Chapter Alsdorf, die Chicanos MC Chapter Düren, den Club X-Team MC Aachen und die Diablos MC Heinsberg. Gleichzeitig gab es Razzien im Clubhaus in Alsdorf und in mehr als 30 Wohnungen und Geschäftsräumen in Nordrhein-Westfalen und Rheinland-Pfalz. Dabei waren auch Spezialeinheiten im Einsatz.
Am 15. April 2021 wurde das Chapter „Bandidos Motorcycleclub Hohenlimburg/Witten“ und seine Teilorganisation „Los Compadres Hagen“ von NRW-Innenminister Herbert Reul verboten und aufgelöst. In den Morgenstunden wurden von 488 Polizisten, darunter auch Spezialeinheiten und Bereitschaftspolizei, 18 Objekte in Hagen und 10 in weiteren Städten wie Lünen, Dortmund und Lüdenscheid durchsucht. Das Verbot ist eine Folge des „Hagener Rockerkriegs“ zwischen den Bandidos, den Hells Angels und den Freeway Riders, bei dem es insbesondere im Jahr 2018 zu zahlreichen Straftaten – darunter Schießereien auf offener Straße, versuchtem Mord und schwerer Körperverletzung – kam.
Am 12. Juli 2021 verbot Bundesinnenminister Horst Seehofer die „Bandidos MC Federation West Central“. Dem Verbot gingen Razzien am 1. Juli 2021 in 104 Objekten in NRW, Niedersachsen, Hessen, Rheinland-Pfalz und Thüringen voraus.

## Rivalität mit den Hells Angels
Häufig gibt es Auseinandersetzungen der Bandidos mit den Hells Angels. Die Presse spricht in diesem Zusammenhang oft von einem „Rockerkrieg“.
Im ersten Halbjahr 2008 wurde vor dem Landgericht Münster ein Prozess gegen Mitglieder der Bandidos geführt, weil sie in Ibbenbüren ein Mitglied der Hells Angels erschossen haben sollen. Wegen der bekannten Feindschaft zwischen beiden Gruppen kam es am ersten Verhandlungstag zu einem Großaufgebot der Polizei mit Personenkontrollen. Nach dem ersten Verhandlungstag kam es zu einer Schlägerei zwischen ca. 40 Mitgliedern beider Gruppen. Am 10. Juni 2008 wurde das Urteil am Landgericht Münster bekanntgegeben. Das Urteil lautete für beide Angeklagten lebenslange Haft wegen gemeinschaftlichen heimtückischen Mordes. Das Gericht sah die Täterschaft der beiden Angeklagten angesichts der vorliegenden Indizien als erwiesen an. Die Verteidigung hatte Freispruch gefordert. Die Polizei sicherte die Urteilsverkündung mit ca. 1000 Polizisten.
Im November 2008 wurde vor dem Landgericht Cottbus ein Fall verhandelt, bei dem ein Bandidos-Mitglied wegen Drogenhandels und eines Reizgasangriffs auf ein Mitglied der Hells Angels zu dreieinhalb Jahren Haft verurteilt wurde. Im Dezember 2008 waren vor dem Landgericht Hannover mehrere Mitglieder der Hells Angels wegen eines Angriffs auf die Bandidos angeklagt. 2009 wurde das Bandidos-Mitglied Rudi Heinz Elten von einem Hells-Angels-Anwärter auf offener Straße erschossen. In der Folge kam es zu heftigen Auseinandersetzungen.
Im Juli 2011 wurden mehrere Bandidos aus Weimar/Jena wegen versuchten Mordes, schwerer Körperverletzung und Wohnungseinbruch am Landgericht Erfurt verurteilt. Dies bezog sich auch auf ein Messerattentat auf ein Mitglied der Hells Angels im Dezember 2009.
Zu Pfingsten 2010 wurde auf einer öffentlichen Pressekonferenz in Hannover von den beiden rivalisierenden Clubs festgelegt, dass von nun an eine Koexistenz möglich sein soll und der Streit beigelegt wird. Die Gewerkschaft der Polizei sowie Politiker auf Bundesebene halten diese Aussagen für eine Taktik, kriminelle Machenschaften zu überblenden und von weiteren kriminellen Handlungen, wie Menschen- und Drogenhandel, abzulenken.

## Rivalität mit Rock Machine
In Ulm und Neu-Ulm gab es mehrere Auseinandersetzungen zwischen Anhängern der Rock Machine und dem Chapter der Bandidos, das in Ulm ansässig ist.